# Crassispira laevisulcata
Crassispira laevisulcata é uma espécie de gastrópode do gênero Crassispira, pertencente à família Pseudomelatomidae.